# Agatha Raisin e la turista terribile
Agatha Raisin e la turista terribile è il sesto romanzo giallo di Marion Chesney, scritto con lo pseudonimo di M. C. Beaton.

## Trama
Agatha è devastata a causa del matrimonio andato a monte all'ultimo minuto e non sa più cosa fare. Decisa a farsi perdonare, segue James a Cipro, dove il mancato marito è andato per cercare di riprendersi. Una volta arrivata, non lo trova in albergo e quindi si concede una gita in barca per distrarsi. Durante la gita conoscerà un gruppo di turisti inglesi composto da due terzetti simili ma diversi. Uno è composto dai "tipici esponenti delle classi alte, con abiti costosi e voci raglianti. Appartenevano a quello strato sociale che ha adottato tutti i modi peggiori dell'aristocrazia, e nessuno di quelli migliori.". L'altro trio è anch'esso composto da due uomini e una donna, ma sono l'esatto opposto. Questi ultimi, provenienti dalle classi popolari, si sono arricchiti durante gli anni della Thatcher e potrebbero comprarsi senza battere ciglio l'altro trio che pure li guarda con tanto disprezzo. Agatha seguirà l'evolversi dei rapporti tra questi personaggi così diversi tra loro e, dato che continua a non trovare James, li frequenterà per un po', fino a quando una componente del gruppo non verrà assassinata ed Agatha tornerà ad indossare i panni dell'investigatrice.

## Personaggi
- Agatha Raisin: protagonista e voce narrante
- James Lacey: colonnello in pensione e vicino di Agatha
- Sir Charles Fraith: amico di Agatha noto per essere piuttosto avaro
- Bill Wong: detective della polizia e amico
- Mrs Margaret Bloxby: moglie del pastore
- Doris Simpson: la signora delle pulizie

## Edizioni
- M. C. Beaton, Agatha Raisin e la turista terribile, traduzione di Marina Morpurgo, Astoria Edizioni, 2013,  p. 240, ISBN 978-88-96919-54-5.